# Filistijnen

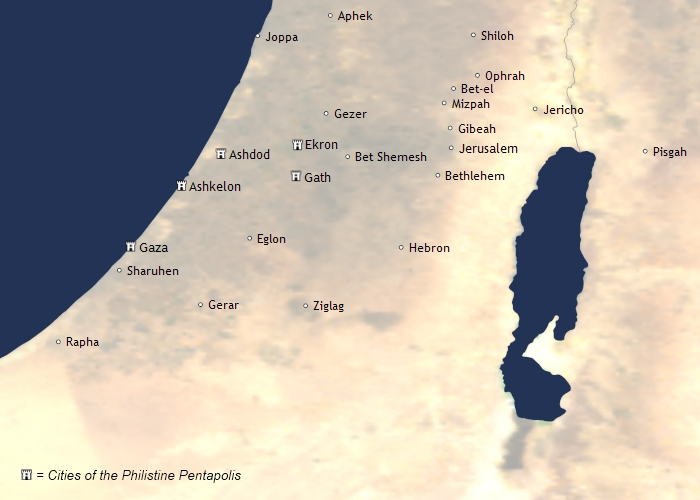
Steden van de Filistijnse pentapolis

De Filistijnen waren een zeevarend volk dat zich aan het eind van het 2e millennium v.Chr. op de kuststrook in het zuiden van Kanaän vestigde en intensieve contacten lijkt te hebben onderhouden met Alashia (Cyprus), Myceens Griekenland en Minoïsch Kreta. De Filistijnen stichtten vijf onafhankelijke stadstaten, die een soort stedenbond vormden (pentapolis). Gedurende de 12e en 11e eeuw v.Chr. hadden de Filistijnen de hegemonie in het gebied, maar in de eeuwen daarna zagen ze hun macht tanen. Tijdens de neo-Assyrische periode (ca. 800-626 v.Chr.) beleefden de Filistijnse steden opnieuw een periode van bloei. Na de verovering door de Babyloniërs in 604 v.Chr. zijn de Filistijnen geleidelijk opgegaan in omliggende volken.
Dankzij opgravingen in Filistijnse plaatsen wordt er almaar meer bekend over de Filistijnse cultuur. Van belang is met name het Filistijns aardewerk, dat zich door kunstige patronen onderscheidt van Kanaänitisch aardewerk uit deze periode en dat vaak wordt gebruikt om Filistijnse archeologische vondsten te dateren. Uit de archeologische gegevens blijkt dat de cultuur van de Filistijnen zich in de 12e en 11e eeuw duidelijk onderscheidt van die van de andere volken in de Levant, maar dat er vanaf de 10e eeuw sprake is van culturele assimilatie aan omliggende culturen. Dat blijkt op gebieden als voeding, taal en schrift, maar ook op het gebied van de godsdienst. Aanvankelijk vereerden de Filistijnen een godin. Later namen zij ook Kanaänitische en Egyptische goden op in hun pantheon.
In de Hebreeuwse Bijbel worden de Filistijnen vaak genoemd als tegenstanders van de Israëlieten. Daarnaast worden de Filistijnen vermeld in Egyptische, Assyrische en Babylonische bronnen. Ook uit enkele meer recent gevonden Filistijnse inscripties kunnen gegevens worden afgeleid met betrekking tot de Filistijnen.

## Etymologie
Het begrip 'Filistijnen' komt, evenals de aanduidingen voor dit volk in andere moderne Europese talen, via het Latijn (Philistinus) en het Grieks (Φιλιστίνοι / Philistínoi), van het Hebreeuwse פלשתים (pəlištîm), de aanduiding van het volk in de Hebreeuwse Bijbel. Pəlištîm wordt gewoonlijk geïnterpreteerd als 'inwoners van pəlišet', de zuidwestkust van Kanaän.
Omdat in gelijktijdige of eerdere historische bronnen verwante aanduidingen worden gebruikt (Oudegyptisch Prst, Peleset; Assyrisch-Akkadisch Palastu en Pilistu), is het aannemelijk dat de Hebreeuwse, Egyptische en Assyrische schrijfwijze een transliteratie vormen van de naam waarmee de Filistijnen zelf hun volk aanduidden. Vergelijk ook de Arabische aanduiding van de Filistijnen (فلسطينيون / filasṭīnīun), waarvan de etymologie niet via het Latijn loopt.
Vaak wordt de volksaanduiding in verband gebracht met de Semitische woordstam p-l-š '(zich) wentelen, (met stof of as) bedekken', dat ook wel met 'migrant' in verband wordt gebracht.
Op grond van de lang vermeende Europese herkomst van de Filistijnen trachten sommigen de etymologie van de volksaanduiding af te leiden uit de Indo-Europese talen. Allen Jones stelde dat de naam 'Filistijnen' een verbastering was van het Oudgriekse φυλὴ ἱστία (phylè histía, met de Ionische spelling ἱστία / histía voor ἑστία / hestía), dat zich laat vertalen als 'stam van de haard'. Hij meende dat het de Filistijnen waren die het gebruik van haarden introduceerden in de Levant. Hij deed deze suggestie nog voordat bij opgravingen in Tel Qasile en Ekron inderdaad haarden zijn aangetroffen in Filistijnse tempels en openbare gebouwen.

## Geschiedenis

### Oorsprong

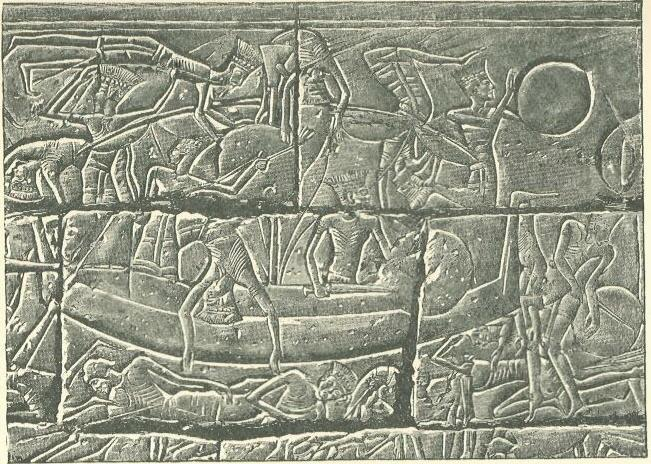
Filistijns oorlogsschip, op de dodentempel van Ramses III in Medinet Haboe.

De Filistijnen behoren tot de "zeevolken". Ze worden gewoonlijk gelijkgesteld met de plst (peleset) die in Egyptische bronnen genoemd worden, maar er is ook wel geopperd dat het woord "Filistijnen" door de Israëlieten werd gebruikt om alle zogenaamde "Zeevolken" mee aan te duiden, waartoe dan in ieder geval ook de Sherden en de Tjekker gerekend moeten worden, die in het onomasticon van Amenope (ca. 1100) samen met de prst genoemd worden in verband met Ashkelon, Ashdod en Gaza.
De Filistijnen (plst) worden in Egyptische bronnen genoemd vanaf het eind van de 13e eeuw, maar over de vraag waar zij oorspronkelijk vandaan komen zijn de historici het niet eens. De verschillende volkeren die zijn voorgesteld, zijn: de Myceners, de Minoërs, de Pelasgen en de Hettieten.
De Hebreeuwse Bijbel noemt als plaats van herkomst van de Filistijnen Kafthor, dat vaak wordt gelijkgesteld aan het Egyptische woord Keftiu. Meestal neemt men aan dat hiermee Kreta is bedoeld, hoewel anderen het identificeren als Cyprus.
De meest aanvaarde theorie onder archeologen is tegenwoordig dat de Filistijnen afkomstig zijn uit de Myceense beschaving in Griekenland en via Cyprus aan het eind van de 13e eeuw v.Chr. naar Egypte en Kanaän kwamen. Omstreeks deze tijd ontstonden allerlei volksverhuizingen waarin volkeren zuidwaarts trokken, mogelijk na een catastrofe (een aardbeving, brand, hongersnood of de inval van een ander volk), een periode die wel de brandcatastrofe aan het einde van de bronstijd genoemd is. Voor een herkomst uit Myceens Griekenland en een verband met Cyprus pleiten archeologische vondsten, waaronder aardewerk, architectuur en inscripties. Dit sluit echter een oorspronkelijke herkomst uit het Minoïsch Kreta, die met name in oudere literatuur genoemd wordt, niet uit, aangezien de Minoïsche beschaving vaak beschouwd wordt als de voorloper van de Myceense beschaving.
Sommigen vermoeden dat de Filistijnen Myceense strijders waren, op drift na de Val van Troje, waarna ze over zee Egypte en Judea bereikten. De meesten die uitgaan van een Myceense herkomst van de Filistijnen zijn echter minder specifiek in hun aanduiding.
Een afkomst van de Pelasgen is ook voorgesteld op basis van de naamsverwantschap tussen Pelasgen en Kafthor en Keftiu.
Enkelen zoeken de afkomst van de Filistijnen in zuidwestelijk Klein-Azië en menen dat de Filistijnen Hettieten zouden zijn. Als eerste argument haalt men aan dat in Bijbelvertalingen tot de 5e eeuw (Septuagint, Vulgata, Pesjitta, Targum) Kafthor wordt vertaald als Cappadocië, dat was gelegen in het Hettietenrijk. De inwoners van Ashdod worden door Sargon II in 711 v.Chr. Hettieten genoemd. De Hettieten hadden een monopolie op ijzerbewerking, wat ook voor de Filistijnen zou gelden. De Hettieten hadden net als de Israëlieten ook richteren (tarawanas). De Hettitische oppergod Dagan-zipas en een andere Hettitische god Zababa of Ziparwa lijken dezelfde te zijn als de door de Filistijnen vereerde Dagan en Baäl-Zebub. Riemschneider, de verdediger van deze theorie, stelt ook dat het aardewerk dat als Filistijns wordt bestempeld in het hele oostelijk Middellandse Zeegebied wordt aangetroffen en dus niet als argument kan worden gebruikt.

### De "Genesis-Filistijnen" (2e millennium v.Chr.)
De Filistijnen worden enkele malen genoemd in Genesis (in de Hebreeuwse Bijbel) in verband met Abraham en Isaak. Daarmee wordt de term 'Filistijnen' gebruikt met betrekking tot een periode die veel eerder in het tweede millennium ligt dan de tijd dat de Filistijnen zich aan de zuidwestkust van Kanaän vestigden.
De meeste onderzoekers beschouwen de vermelding van de Filistijnen in deze gevallen als een anachronisme: Genesis gebruikt terminologie uit later tijd, waaraan niet te veel historische waarde gehecht moet worden.
Anderen wijzen deze opvatting af en nemen aan dat gedoeld wordt op een eerdere invasie van zeevolken in het gebied, die vanwege de verwante afkomst door Genesis worden aangeduid als 'Filistijnen'. Daarbij wordt soms verwezen naar archeologische vondsten die vóór de 12e eeuw gedateerd moeten worden en een Myceens karakter hebben, zoals een Myceens graf bij Tel Dan en een nederzetting van Shardana bij El-Ahwat. Beide vondsten kunnen niet goed verklaard worden vanuit handelscontacten (zoals wel het geval is bij de talrijke Myceense aardewerkvondsten die dateren van vóór de 12e eeuw).
Uitgaande van een oorspronkelijk Minoïsche afkomst wees B.G. Wood bovendien op de Schijf van Phaistos, die nog niet is ontcijferd, maar waarop het meest voorkomende teken een gevederd hoofd is, dat duidelijk overeenkomsten vertoont met de afbeelding van Filistijnen (of verwante zeevolken) op de dodentempel van Ramses III in Medinet Haboe. Ook wijst hij op aanwijzingen dat handelaren vanuit de Minoïsche beschaving handelskolonies stichtten in Syrië, Kanaän en Egypte, evenals de vergelijkbare wijze waarop havens op Kreta en in de Levant waren gebouwd en op de vondst van uit Kreta geïmporteerd Minoïsch aardewerk met inscripties op Tel Haror, het Gerar uit Genesis.
Als er inderdaad al aan de Filistijnen verwante volken in Kanaän woonden, is het mogelijk dat sommige archeologische vondsten in Kanaän die een Myceens of Minoïsch karakter dragen met de Filistijnen in verband staan. Maar anders dan de Filistijnen die zich vanaf ca. 1175 in Kanaän vestigden, onderscheidden zij zich cultureel minder van de inheemse Kanaänitische bevolking. Dit behoeft op zich niet vreemd te zijn, omdat een bevolkingsgroep die in de minderheid is (en daardoor lager op de sociale ladder staat) eerder de neiging heeft zich te assimileren aan de cultuur waarin deze leeft.

### De vestiging van de Filistijnen in de Levant (ca. 1200-1175 v.Chr.)

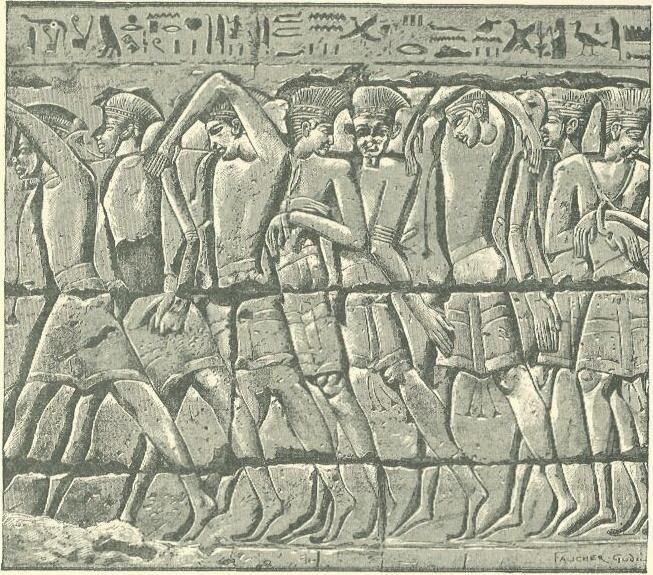
Filistijnse (?) (en andere) krijgsgevangenen op de dodentempel van Ramses III in Medinet Haboe.

Aan het begin van de 12e eeuw v.Chr. (ca. 1200-1175 v.Chr.) vestigden de Filistijnen zich aan de zuidwestkust van Kanaän.
De oudste theorie rond de vestiging van de Filistijnen in de Levant is dat ze krijgsgevangengenomen waren in de strijd van Ramses III tegen de Zeevolkeren en vervolgens werden ingezet als een soort van huurlingen om de oostgrens van Egypte (die toen reikte tot aan de Levant) te beschermen. In deze theorie zou in 1187 v.Chr. bij tegenaanvallen van de farao tegen de invasies van de Zeevolken het deel van Kanaän vernietigd worden dat later Israël en Judah werd. Later zouden deze volken (Filistijnen, Tjekker en mogelijk ook Denyen) zich aan de kustweg mogen vestigen ("De weg van de Filistijnen"). Men baseerde zich hierbij vooral op de Papyrus Harris I en de inscripties op de dodentempel in Medinet Habu van Ramses III. 
Volgens een andere theorie zouden de Filistijnen via Anatolië naar het zuiden zijn getrokken, waarbij hen pas een halt werd toegeroepen door de Egyptenaren. Na een onbesliste strijd zouden ze zich gevestigd hebben aan de zuidwestkust van de Levant op de vruchtbare vlakte die ze kort tevoren al plunderend waren doorgetrokken. Sommige historici vragen zich echter af, of de Filistijnen wel ooit zijn verslagen. Het is zelfs mogelijk dat Ramses III een nederlaag leed tegen de zeevolkeren (en Filistijnen?), want de Egyptische invloedssfeer lijkt in die periode te krimpen. Hier is tegen ingebracht dat buiten het gebied van de Filistijnen bepaalde steden nog wel onder Egyptische invloed stonden (o.a. Lachis en Beet She'an). Omdat de Filistijnen zich meestal vestigden op de restanten van verwoeste Kanaänitische steden, stellen sommige historici dat deze door de Filistijnen zelf moeten zijn verwoest. Anderen wijzen er echter op dat de Filistijnse cultuur te veel een mengcultuur was om die van veroveraars te zijn en dat het veel waarschijnlijker is dat ze gewoon hebben geprofiteerd van de situatie (zoals die was geworden door de invallen van de zeevolkeren) om zich te vestigen in de Levant.

### Onafhankelijke Filistijnse pentapolis

#### Oprichting en opkomst (ca. 1175-1000 v.Chr.)

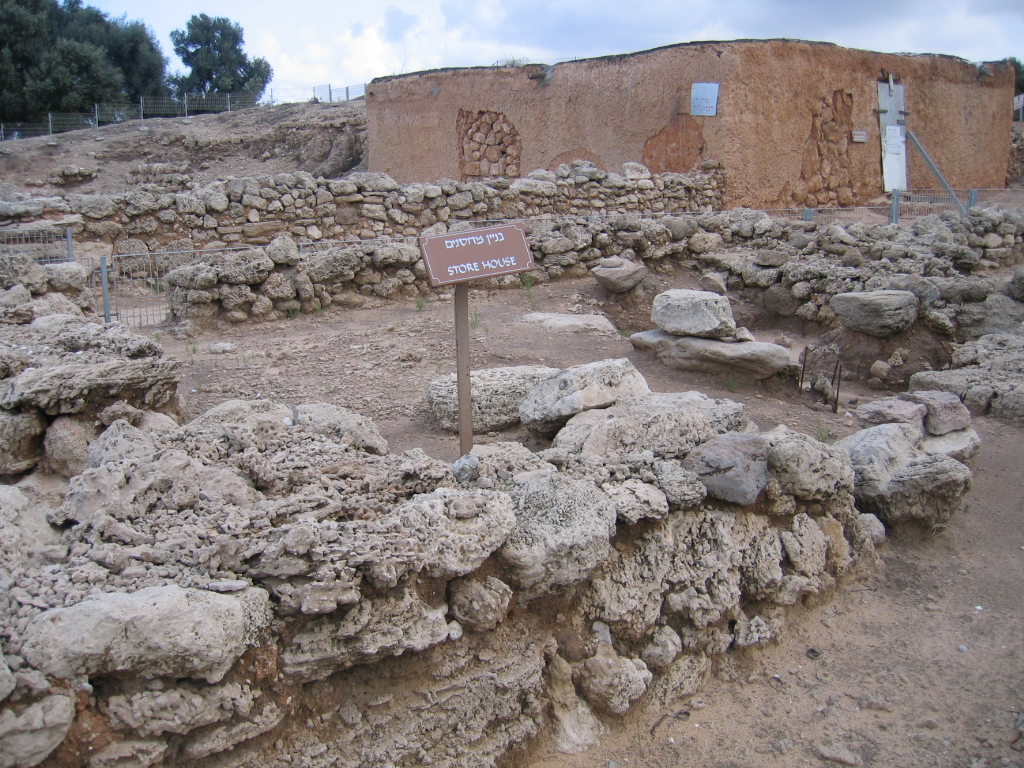
Overblijfselen van een opslagplaats voor voorraden in Tel Qasile (11e eeuw).

Aan de zuidwestkust van Kanaän stichtten de Filistijnen vijf stadstaten, die zich verenigden in een pentapolis (vijfstedenbond), een soort handelsliga en militaire coalitie. Tot de pentapolis behoorden Ashkelon, Ashdod, Gaza, Ekron en Gat.
De Bijbel vermeldt met betrekking tot de 12e en 11e eeuw verschillende confrontaties tussen de Filistijnen en de Israëlieten, waarbij de Filistijnen meestal de overhand hebben. Bekend zijn de verhalen over Simson, de wegvoering van de Ark van het Verbond, en het gevecht waarbij David de reus Goliath om het leven brengt. De Bijbelse beschrijving is mede door ideologie ingegeven: de machtige Filistijnen hebben de overhand op Israël, tenzij JHWH de Israëlieten te hulp komt. Dat de Filistijnen in deze periode niet veel militaire dreiging ervoeren, blijkt uit het gegeven dat zij hun steden uitbreidden buiten de stadsmuren. De toenemende verspreiding van Filistijns aardewerk in deze periode duidt bovendien op handelscontacten tussen Filistijnen en Israëlieten, zij het op beperkte schaal.
Tegen het einde van de 11e eeuw hadden de Filistijnen de hegemonie in het gebied. In de Bijbel wordt dit verklaard doordat zij het monopolie op ijzerbewerking zouden hebben. Vanuit de archeologie gezien is het inderdaad aannemelijk dat de Filistijnen degenen waren die ijzer in het gebied introduceerden, al zal dit niet de enige oorzaak voor de Filistijnse hegemonie zijn geweest.
De Filistijnse cultuur in deze periode onderscheidt zich sterk van die van de andere volken in Kanaän. Het beeld van een inferieure Filistijnse cultuur, dat sommigen uit de Bijbeltekst opmaken, is echter niet correct. Tekstvondsten uit Ashkelon (in een aan het Cypro-Minoïsch verwant schrift) laten zien dat de Filistijnen geletterd waren en uit tekstvondsten in Ugarit blijkt dat de Filistijnen in deze periode actief handel dreven over zee. De Filistijnse cultuur onderscheidt zich in deze periode duidelijk van die van de andere volken in Kanaän en vertoont overeenkomsten met de Griekse (in het bijzonder de Myceense) cultuur. Er is echter in toenemende mate sprake van culturele uitwisseling met de Israëlieten over en weer, en tegen het einde van deze periode vindt er steeds meer culturele assimilatie plaats aan met name de Fenicische en Egyptische cultuur.

#### Filistijnen tussen de machten (ca. 1000-800 v.Chr.)
Aan het begin van de 10e eeuw v.Chr. kwam er een einde aan de Filistijnse hegemonie in het gebied. Rond 980 v.Chr. werden Ashdod, Ekron en Tel Qasile verwoest en Timna werd verlaten. De verwoestingen worden vaak toegeschreven aan koning David, maar er is ook wel geopperd dat farao Siamun hiervoor verantwoordelijk was. Ashdod en Ekron bleven in Filistijnse handen, al bleef Ekron tot aan de neo-Assyrische periode een relatief kleine plaats. Ashdod werd zwaar versterkt, wat impliceert dat men zich bewust was van militaire dreiging. Tel Qasile en Timna werden na enige tijd herbouwd als Israëlitische plaatsen. Daarmee lijkt het erop dat de Filistijnen met name het noordelijk deel van hun gebied moesten afstaan aan de Israëlieten, die juist in die tijd op het toppunt van hun macht waren onder David en Salomo. Ook de Hebreeuwse Bijbel geeft aan dat de Israëlieten in deze tijd steeds vaker de overhand hadden over de Filistijnen. Er is wel geopperd dat de Filistijnen in deze periode vazallen van Israël waren, maar anderen trekken deze bewering in twijfel. Hoe het ook zij, opgravingen maken duidelijk dat in ieder geval Gat in deze periode juist bleef groeien in omvang en welvaart.
Het lijkt erop dat de Filistijnen in deze periode goede relaties onderhielden met Egypte, want bij de veldtocht van farao Sjosjenq I in Kanaän aan het begin van de 10e eeuw, werd het gebied van de Filistijnen ontzien. Hieruit wordt wel opgemaakt dat de Filistijnen in deze periode een verdrag hadden met Egypte, om zo sterker te staan tegenover het Israëlitische rijk.
Vanaf het einde van de 10e eeuw hadden de Filistijnen van de Israëlieten niet veel meer te vrezen. Het koninkrijk van David en Salomo viel in die tijd uiteen in een noordelijk koninkrijk Israël en een zuidelijk koninkrijk Juda. De Hebreeuwse Bijbel vermeldt nog wel enkele schermutselingen, maar deze lijken beperkt van omvang en zonder veel gevolgen. De omvang en betekenis van Ekron nam in de 9e eeuw weliswaar nog iets verder af, maar Ashdod groeide snel en de plaats Gath bereikte zelfs het hoogtepunt van haar bloei.
| ■ Koninkrijk Juda ■ Koninkrijk Israël ■ Filistijnse stadstaten ■ Fenicische stadstaten ■ Koninkrijk Ammon ■ Koninkrijk Edom | ■ Koninkrijk Aram-Damascus ■ Arameeërs ■ Arabische stammen ■ Nabateeërs ■ Nieuw-Assyrische Rijk ■ Koninkrijk Moab |

De zuidelijke Levant, ca.830 v.Chr.

Aan het einde van de 9e eeuw werd Aram-Damascus een factor van betekenis en de Aramese koning Hazaël ondernam een veldtocht in het gebied. Daarbij werd Gat zwaar verwoest. Uit opgravingen blijkt dat aan de verwoesting een zware belegering voorafging, waarvan de resten nog steeds duidelijk zichtbaar zijn. Hoewel een klein deel van de stad herbouwd werd, zou deze in de verdere Filistijnse geschiedenis geen rol van betekenis meer spelen. De overige Filistijnse steden lijken overigens niet te lijden gehad onder Aram-Damascus.

### Neo-Assyrische periode (ca. 800-626 v.Chr.)
In de nieuw-Assyrische periode zijn de Filistijnen, zoals ook andere volken in het gebied, schatplichtig aan de Assyriërs, zoals blijkt uit een inscriptie van Adad-nirari III uit 796 v.Chr. die de Filistijnen vermeldt onder de vele schatplichtige volkeren. Adad-Nirari's inscriptie is de oudste vermelding van de Filistijnen in Assyrische bronnen. Onder de Assyriërs kende Filistia een culturele en economische heropleving.
In 734 v.Chr. veroverde Tiglat-Pileser III Gaza. Toch ging hij niet tot deportaties over, zoals de gebruikelijke reactie was van de Assyriërs op een opstand. Bovendien mocht Chanunu, de koning van Gaza die naar Egypte was gevlucht, naar Gaza terugkeren als vazalkoning onder de Assyriërs. Daaruit wordt wel opgemaakt dat de Assyrische verovering van Gaza niet zozeer door een opstand van de koning van Gaza werd ingegeven, maar eerder door economische belangen. Controle over Gaza was voor de Assyriërs zowel strategisch van belang (als bruggenhoofd dicht bij Egypte) als economisch, omdat het hen controle opleverde over belangrijke handelsroutes, zowel over zee als over land. Ook de maatregelen die de Assyriërs na de verovering namen, wijzen in deze richting. Zij stelden een handelsboycot in tegen het machtige Tyrus, dat voor die tijd handel dreef met de Filistijnen en via de haven van Gaza met Egypte. Ook hieven zij tol over de goederen die in Gaza verhandeld werden.
Aanvankelijk werd Mitinti van Ashkelon, samen met Khazatti van Gaza, nog genoemd onder de koningen die schatting afdroegen aan Tiglat Pileser, maar in 733 kwam Ashkelon tegen Tiglat-Pileser III in opstand, doordat Mitinti zich aansloot bij een anti-Assyrisch bondgenootschap van de koningen van Damascus en Israël. De coalitie leed echter een nederlaag tegen de Assyriërs. De inwoners van Ashkelon wisten ingrijpen van Tiglat-Pileser echter te voorkomen door Mitinti af te zetten en hem te vervangen door de pro-Assyrische Rukibtu.

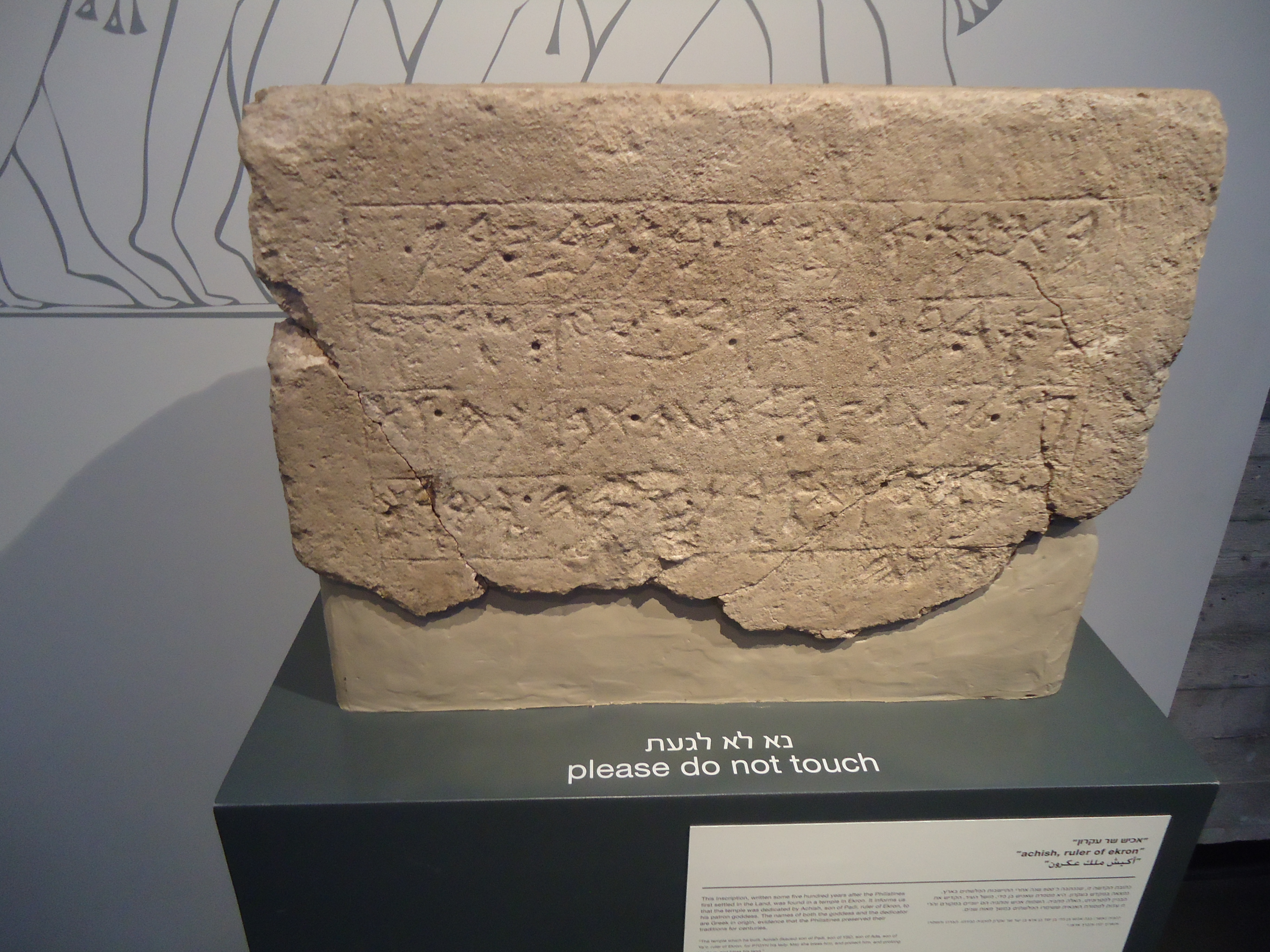
Ekroninscriptie (Israëlmuseum, Jeruzalem).

Na de dood van de Assyrische koning Salmanasser V kwamen verschillende vazallen van de Assyriërs in opstand, waaronder ook Chanunu, die nog steeds heerste over Gaza en nu de zijde van Egypte koos. Sargon II, de nieuwe Assyrische koning, veroverde Gaza echter en zette Chanunu af (ca. 720 v.Chr.). Enkele jaren later kwam Ashkelon in opstand, maar Sargon wist ook deze stad weer onder Assyrische heerschappij te krijgen (713-711 v.Chr.). Ook Ashdod kwam kennelijk in opstand, want Sargon richtte ook hier zware verwoestingen aan met veel slachtoffers.
De laatste Filistijnse opstand die in Assyrische bronnen vermeld wordt, vond plaats na de dood van Sargon II, toen de Filistijnen zich aansloten bij een anti-Assyrische coalitie, geleid door Hizkia van Juda. Padi, de kennelijk pro-Assyrische vorst van Ekron, was daarbij door de inwoners van Ekron uitgeleverd aan Hizkia. Ondanks Egyptische steun aan de coalitie, slaagde de nieuwe Assyrische koning Sanherib erin het gebied te heroveren (701). De koning van Askalon, zijn vrouw, zonen, dochters en broers werden als ballingen meegenomen naar Assyrië. Ashkelon, Ekron en Gat werden ingenomen en pro-Assyrische vorsten werden over de Filistijnse steden aangesteld. Ashdod werd tot een Assyrische provincie gemaakt.
Tijdens de laatste 50 jaar dat de Assyriërs de heerschappij over het gebied voerden, bleven de Filistijnen loyaal aan de overheersers. Vier Filistijnse vorsten worden zelfs met name genoemd als bondgenoten van Assurbanipal, tijdens zijn veldtocht naar Egypte (667). In deze periode werd Ekron een economische factor van betekenis in het gebied. Met meer dan 115 olijfolie-installaties werd de stad de grootste olijfolieproducent die tot nu toe uit de oudheid bekend is. De stad werd bovendien uitgebreid met een grote tempel, gewijd aan de godin van de stad (Asherah?), zoals blijkt uit de Ekroninscriptie (waarop tevens de namen van vijf generaties koningen van Ekron vermeld staan).

### Neo-Babylonische periode (ca. 626-600 v.Chr.)
De opkomst van het Neo-Babylonische rijk betekende een terugslag voor het gebied van de Filistijnen. De ondergang van het Assyrische Rijk beroofde hen van een belangrijke afzetmarkt voor de producten die ze exporteerden. De economie van Ekron en Ashdod, die in de neo-Assyrische periode tot een hoogtepunt was gekomen, liep nu terug.
Uiteindelijk overleefde de Filistijnse pentapolis de Babylonische periode niet. De Babylonische koning Nebukadnezar II lijfde het gebied in 604, kort na het begin van zijn regering, in bij het Babylonische rijk, waarbij een deel van de bevolking (in ieder geval de elite) in ballingschap werd weggevoerd. Uit een in Saqqara gevonden brief blijkt dat de laatste koning van Ekron nog wel de hulp had ingeroepen van de Egyptenaren, maar kennelijk tevergeefs. De Filistijnen (of in ieder geval de Filistijnse aristocraten) werden weggevoerd in ballingschap naar Babylonië. In een administratieve tekst uit Babylonië wordt melding gemaakt van de koningen van Gaza en Ashdod, die daar in ballingschap verblijven. Hiermee verdwijnen de Filistijnen als volk uit de geschiedschrijving van de oudheid. Wel wordt het gebied waar de pentapolis zich bevond nog geruime tijd aangeduid als het "land van de Filistijnen".

## Filistijnse stadstaten

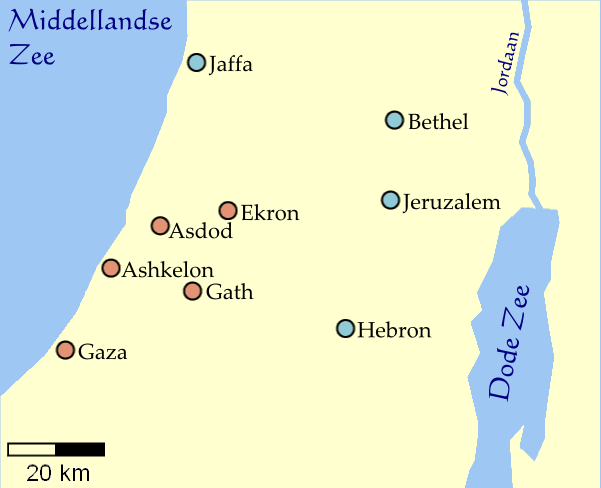
Steden behorend tot de Filistijnse pentapolis
Steden buiten het Filistijnse gebied

Vijf Filistijnse stadstaten zouden zich verenigen in een pentapolis (vijfstedenbond), een soort handelsliga en militaire coalitie, die bestond uit Ashkelon, Ashdod, Gaza, Ekron en Gat. Daarnaast waren er nog enkele kleinere Filistijnse plaatsen die geen zelfstandige positie binnen de stedenbond hadden en afhankelijk waren van de steden van de pentapolis. Enkele van deze kleinere plaatsen zijn Timna, dat onder het bestuur van Ekron viel, en Tel Qasile, vermoedelijk bestuurd vanuit Ashdod.
De vijfstedenbond stond onder leiding van de sərānîm (סְרָנִים, "heren" of "koningen", vgl. tyrannos) van de vijf steden. Deze "vorsten" worden in de Hebreeuwse Bijbel altijd in het meervoud vermeld en schijnen gelijkwaardig te zijn geweest. Op de Ekroninscriptie wordt de vorst van Ekron aangeduid als  (šr), dat in klank verwant is aan de enkelvoudsvorm van sərānîm. Assyrische bronnen spreken over 'koningen', maar vergelijking met de Ekroninscriptie toont dat hiermee nog steeds is gedoeld op dergelijke stadsvorsten.
Vermoedelijk hadden de Filistijnen van het begin af aan een stedelijke cultuur en woonden de meeste Filistijnen in een van de vijf steden van de pentapolis. Hiervoor pleit het geringe aantal nederzettingen met een meer agrarisch karakter in het gebied, hoewel zowel landbouw als veeteelt (met name schapenhouderij) er wel voorkwam.
De Filistijnen bouwden hun steden op de resten van door hen verwoeste Kanaänitische steden. De bouw van de nieuwe steden vond plaats volgens een duidelijk ontwerp. In Ekron waren bijvoorbeeld aparte stadsdelen voor de aristocraten, voor industrie en voor bewoning door gewone burgers. Niet alleen de steden van de pentapolis, maar ook een aantal kleinere Filistijnse steden, werden omgeven door stadsmuren en andere versterkingen, waardoor ze goed te verdedigen waren.
De bevolking in de Filistijnse steden leefde vooral van de industrie en de handel. De havens van Gaza en Ashkelon maakten handel over zee mogelijk. Ashkelon was bovendien een groot wijnproducent en -exporteur. Ekron groeide in de 7e eeuw uit tot de grootste olijfolieproducent uit de oudheid en exporteerde daarnaast nog wol. Ashkelon had vermoedelijk weverijen. Bij opgravingen in Gat is een benen gereedschapwerkplaats gevonden.

## Cultuur

### Filistijns aardewerk

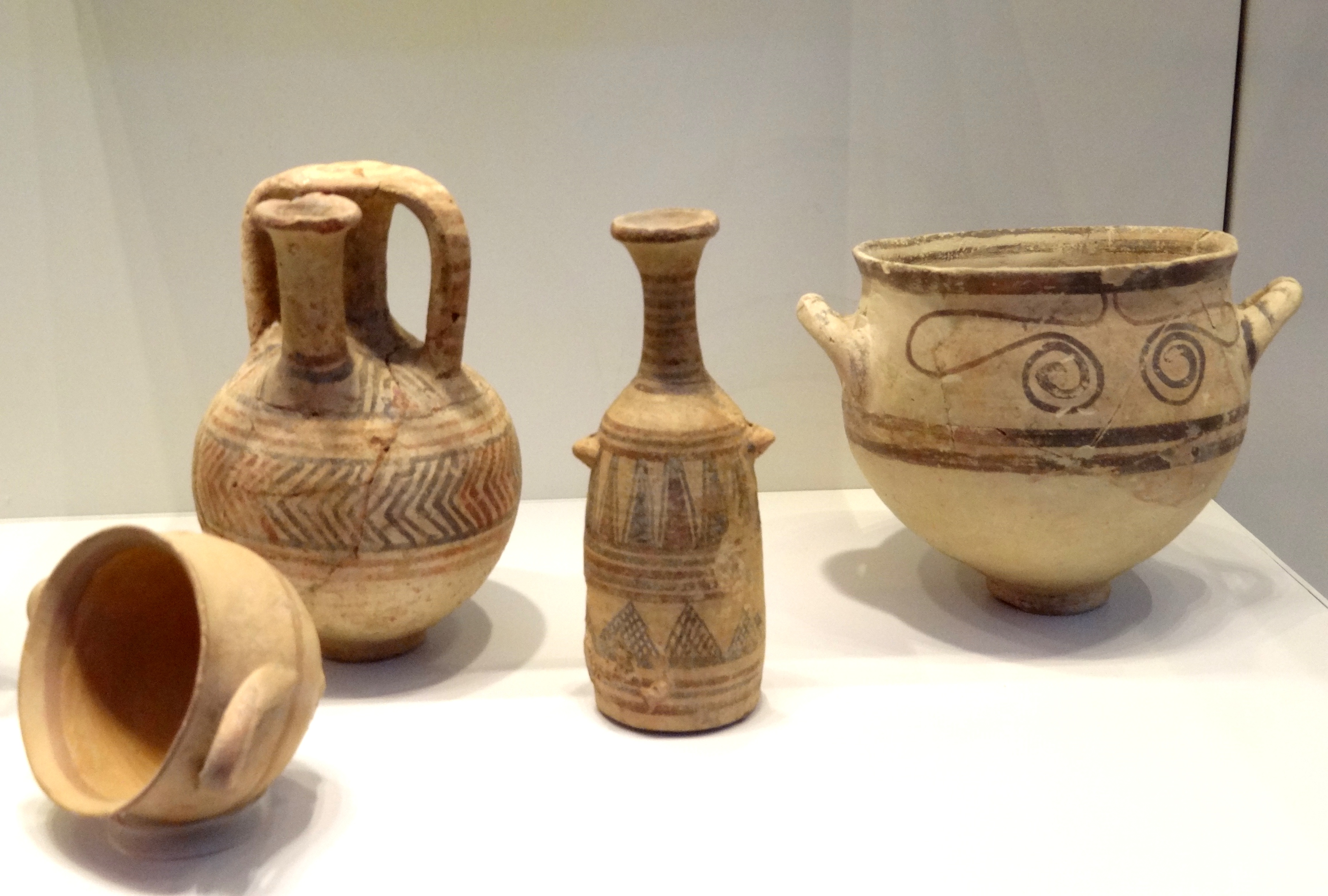
Filistijns aardewerk

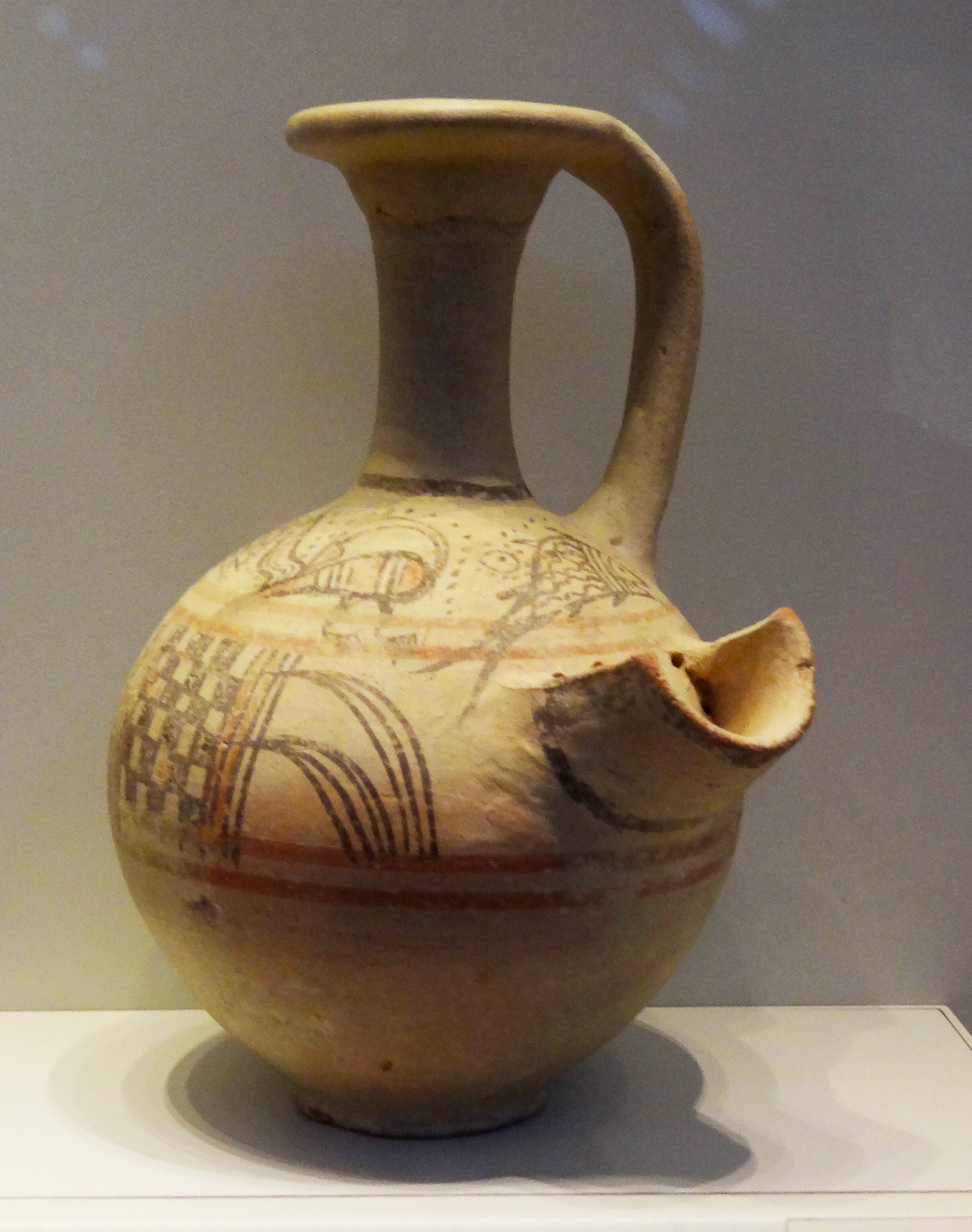
Filistijnse bierkruik. Naast lineaire en cirkelvormige motieven, waren afbeeldingen van vissen (hier aan de bovenzijde van de kruik) of vogels een geliefd thema op Filistijns aardewerk

De oudste Filistijnse monochrome keramiek dateert uit de vroege ijzertijd. Doordat er een opvallende gelijkenis is met het Myceense monochrome aardewerk uit de late bronstijd (1550-1220/1150 v.Chr.) wordt deze fase in het wetenschappelijk onderzoek Myceens III C:1 genoemd. De meest voorkomende types waren skyfoi (klokvormige (drink)kommen), kraters, kommen met gerond of geknikt profiel en handvatten, kalathoi (lelievormige kruiken), stijgbeugelkannen (kruiken met stijgbeugel-handvatten), (zeef- of kook-)kruiken en babyflessen. Het vaatwerk werd met mat rode of bruine geometrische, lineaire of andere motieven (zelden picturale) op een licht vaalgele achtergrond versierd. Hoewel men vroeger heeft gesuggereerd dat deze keramiekstijl zou wijzen op een pre-Filistijnse immigratie, is de huidige opvatting dat zowel het Myceens III C:1 als het latere ijzertijd I-aardewerk een fase zijn in de ontwikkeling van eenzelfde cultuur.
In de 12e eeuw v.Chr. ontstaat het Filistijnse bichrome aardewerk, waarbij de vormen van de Myceens III C:1 deels zullen worden bewaard maar ook nieuwe vormen van de aangrenzende gebieden worden overgenomen, zoals cilindrische flessen en hoornvormige vaten (Cyprus), kruiken met een hoge hals (Egypte) en bar-handled kommen en pyxides (Kanaän). Het vaatwerk wordt nu in een bichrome stijl versierd waarbij de motieven uit de Myceens III C:1-stijl worden behouden en nieuwe motieven van naburige volkeren worden overgenomen. Deze motieven worden in zwart en rood op een door een dikke witte sliblaag gevormde achtergrond aangebracht. De door Trude Dothan voorgestelde drie fasentheorie stelt dat in een eerste fase (12e eeuw v.Chr.) er nog een sterke invloed van de Myceens III C:1-stijl was en men complexe motieven op bichrome wijze aanbracht op een dikke witte slibachtergrond. Vervolgens nam in een tweede fase (eind 12e - begin 11e eeuw v.Chr.) het gebruik van wit slib als achtergrond en complexe decoratieve motieven af. In een derde fase ten slotte (tweede helft 11e eeuw - begin 10e eeuw v.Chr.) was degeneratie in vorm en decoratie te zien waarbij de bichrome beschildering plaats moest maken voor een zwarte monochrome beschildering (soms op een rode slibachtergrond). Opgravingen in Tel Qasile hebben echter aangetoond dat er overlapping bestond tussen deze drie fases. Desalniettemin blijft Dothans theorie van een ontwikkeling in drie fasen interessant voor de indeling van het aardewerk in deze periode.

### Andere archeologische opgravingen
Het archeologisch onderzoek met betrekking tot de Filistijnen is pas rond 1960 op gang gekomen. Inmiddels zijn of worden echter in vier van de vijf steden van de pentapolis grootschalige opgravingen verricht. Alleen in Gaza is dit niet mogelijk, omdat de oude stad onder de moderne stad ligt. Ook in enkele kleinere Filistijnse plaatsen zijn opgravingen verricht, waarvan vooral de opgravingen in Tel Qasile van belang zijn voor de kennis over de Filistijnse cultuur en godsdienst. In Nahal Patish werd in 2007-2008 een met Tel Qasile vergelijkbare Filistijnse nederzetting opgegraven. Daarbij werd een tempel met Filistijnse cultusobjecten aangetroffen.
Ook enkele vondsten van buiten het Filistijnse gebied (onder meer Beet She'an en Bet Shemesh) werpen mogelijk licht op de cultuur van de Filistijnen, al onderschrijven niet alle onderzoekers het Filistijnse karakter van deze vondsten.

#### Ashdod

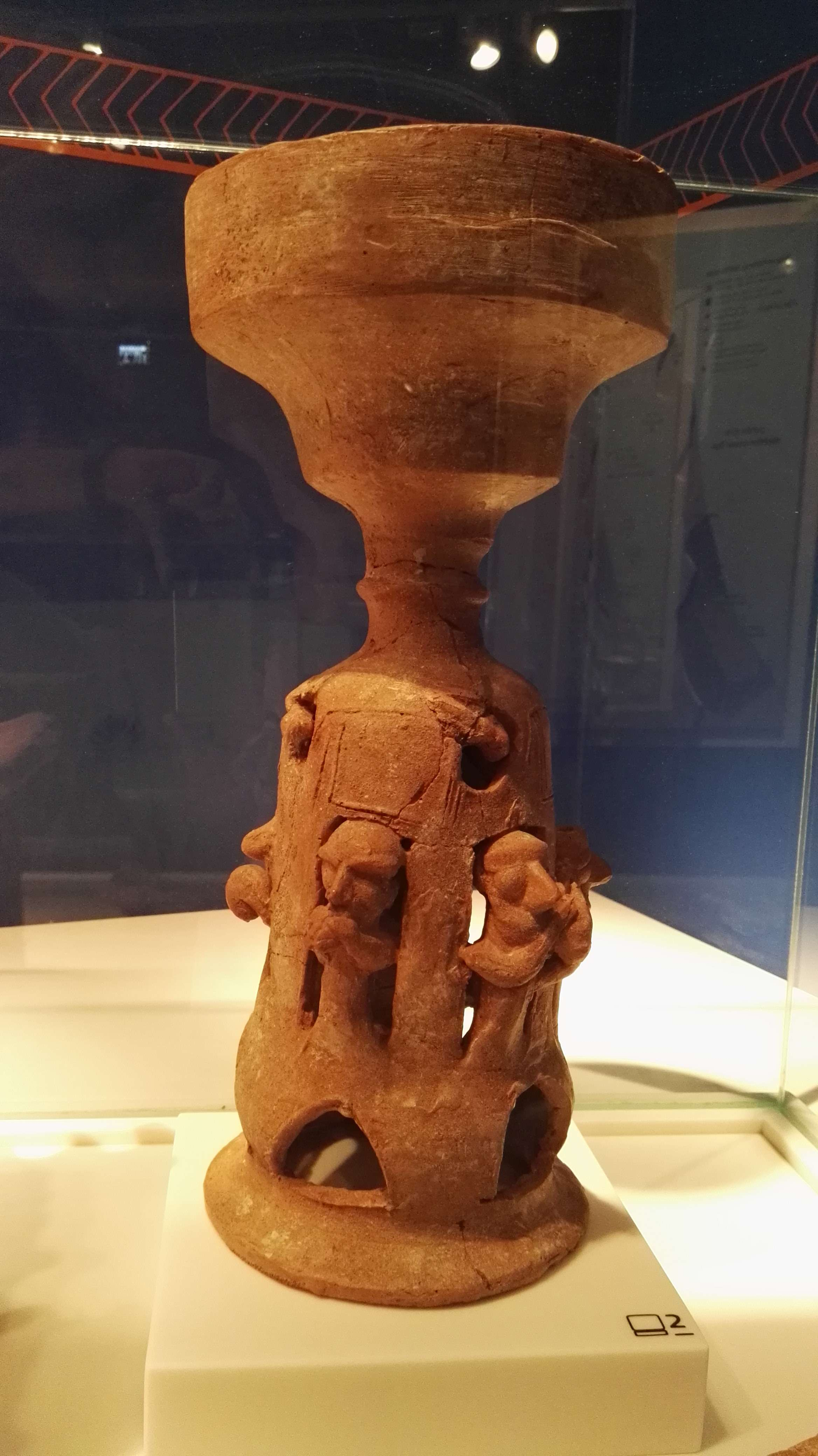
Cultusstandaard van Asjdod (Museum van de Filistijnse cultuur, Asjdod)

Ashdod is de eerste stad van de pentapolis waar systematische opgravingen zijn verricht (1962-1972, onder leiding van Moshe Dothan). De aardewerkvondsten die bij deze opgravingen zijn gedaan, hebben een belangrijke rol gespeeld in het onderzoek naar de fasering en datering van het Filistijns aardewerk.
De belangrijkste vondst uit de vroege Filistijnse periode (1200-1000 v.Chr.) is een vrouw die op een stoel zit, een zogenaamde 'ashdoda'. Deze figurine vertoont stilistische overeenkomsten met Cypriotische, Zuid-Anatolische en vooral Egeïsche, Myceense kunst. Vermoedelijk gaat het dus om hybride kunst. Toch is de integratie van de zittende figuur met de stoel of troon uniek Filistijns. Over de interpretatie van deze en soortgelijke gevonden beeldjes bestaat geen consensus. Ze zijn geïnterpreteerd als priesteressen, votief, aanbidders en vooral als godinnen. Rond de 11e eeuw v.Chr. is sprake van een afname van ashdoda's en een toename van mannelijke beeldjes.
Uit de periode 1000-800 v.Chr. is een cultusstandaard gevonden, waarop 5 figurines staan afgebeeld die muziekinstrumenten bespelen, onder een processie. De vondst wijst mogelijk op de opkomst van de Dagonverering, die in deze periode aan Ashdod wordt toegeschreven.

#### Ekron
In Ekron (Tel Miqne) zijn van 1981 tot 1996 opgravingen verricht onder leiding van Trude Dothan en Seymour Gitin. Daarbij is een tempel gevonden uit de periode 1200-1000 v.Chr. De architectuur van de tempel heeft dezelfde kenmerken als de tempels in Tel Qasile (licht gekromd, met een haard in de centrale ruimte) en vertoont daarmee overeenkomsten met Cypriotische heiligdommen in Enkomi en Kition.
De vondsten uit de 7e eeuw v.Chr. bieden een goed beeld van de welvaart en economie van de stad. Uit deze periode is een grote tempel aangetroffen, die blijkens de Ekroninscriptie is opgedragen aan een godin. De inscriptie is van belang omdat het de identificatie Tel Miqne met Ekron zeker maakt, maar ook met betrekking tot de gegevens die het biedt voor de bestudering van de Filistijnse geschiedenis, taal en godsdienst.

#### Tel Qasile

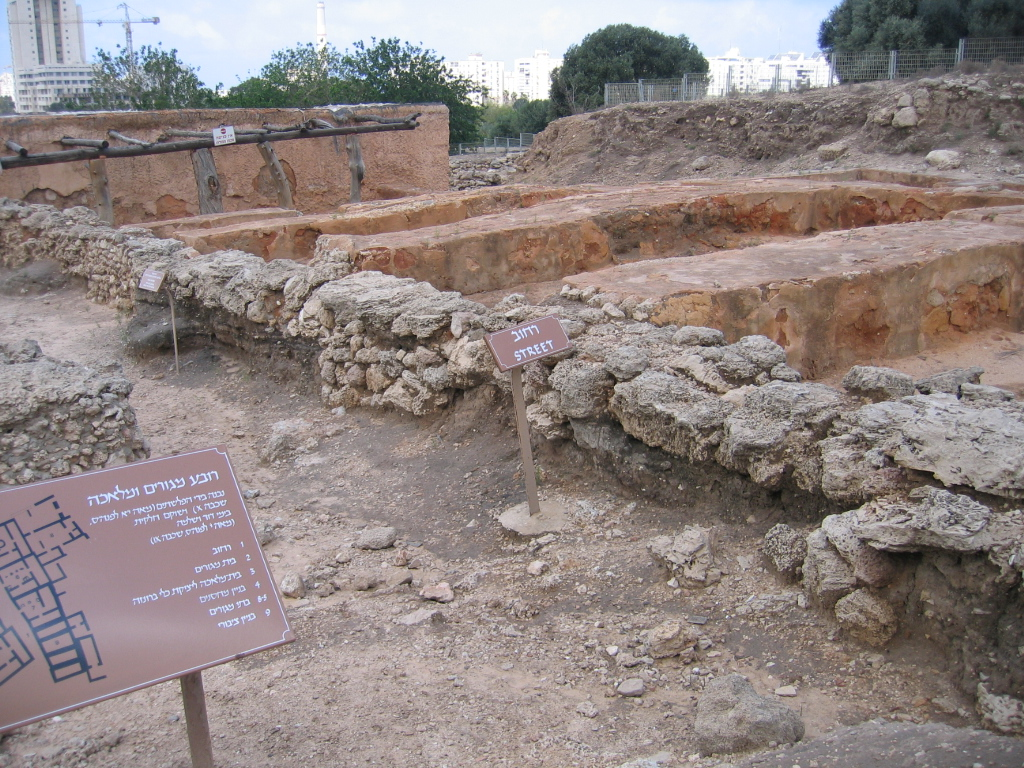
Straat uit de woonwijk van Filistijns Tel Qasile

In Tel Qasile zijn meerdere opgravingen verricht, eerst door Benjamin Mazar (1949-1951, 1956), later door zijn neef Amihai Mazar (1971-1974, 1982-1992). De tell is slechts van 1150 tot 980 door Filistijnen bewoond, maar de vondsten van Tel Qasile worden binnen het Filistijnenonderzoek op hoge waarde geschat. In Tel Qasile is een dichtbevolkte Filistijnse woonwijk opgegraven, bestaande uit lange, rechte straten met aan beide zijden regelmatige huizenblokken.
De belangrijkste vondst in Tel Qasile is echter die van drie tempels die achtereenvolgens in de stad hebben gestaan. De tempels zijn gebouwd met een lichte kromming in de as van het gebouw en met een haard in de centrale ruimte en zitbanken langs de binnenmuren. Een kleine, afgescheiden ruimte die in de tempels is aangetroffen, deed mogelijk dienst als 'heilige der heiligen'. Evenals de tempel in Ekron in deze periode, vertonen de tempels van Tel Qasile grote overeenkomsten met tempels op Cyprus en zuidelijk Griekenland uit de periode van de Myceense beschaving. Het 'huis' van de Kanaänitische god Horon, daterend uit de 12e eeuw v.Chr. is in dit Filistijns stadje nabij Tel Aviv op maagdelijke grond gebouwd. Bij het tempelcomplex is een groot aantal cultusvoorwerpen gevonden.

#### Gat
In Gat worden vanaf 1996 opgravingen verricht, onder leiding van Aren Maeir. Het archeologisch belang van Gat is onder meer dat de stad haar bloeitijd in de 9e eeuw v.Chr. beleefde, terwijl de andere Filistijnse steden in deze periode juist klein waren. Ook in Gat zijn veel cultusobjecten aangetroffen. Opmerkelijk is de vondst van een set Egyptische godenbeeldjes uit het einde van de 10e of het begin van de 9e eeuw v.Chr., die getuigt van culturele assimilatie aan de omliggende culturen.
De Goliathinscriptie is een van de belangrijkste vondsten uit het Filistijns Gat en biedt waardevolle gegevens voor de ontwikkeling van de Filistijnse taal en het Filistijnse schrift.

#### Ashkelon
In Ashkelon is tussen 1920 en 1924 kleinschalig archeologisch onderzoeken verricht, maar vanaf 1985 vinden er systematische opgravingen plaats, onder leiding van Lawrence E. Stager en Douglas W. Esse. In Ashkelon is een aantal handvatten van lokaal vervaardigde aardewerken kruiken gevonden uit de 12e of 11e eeuw v.Chr., die inscripties bevatten in Cypro-Minoïsch schrift en daardoor niet alleen pleiten voor een afkomst van Cyprus, maar ook aantonen dat de Filistijnse cultuur reeds in deze periode een geletterde cultuur was. Het beeld dat uit de opgravingen bij Ashkelon naar voren komt met betrekking tot het voedsel van de Filistijnen, komt overeen met dat van Ekron en Gat.

#### Beit She'an
In Beet She'an (Kanaän) zijn opgravingen verricht tussen 1921 en 1933, en later in 1983 en vanaf 1989 tot 1996. Uit de opgravingen blijkt dat in de stad tussen de 13e en de 10e eeuw zowel Kanaänieten woonden als groepen die tot de zeevolken behoren en daarmee verwant zijn aan de Filistijnen. Er zijn verschillende tempels uit deze periode opgegraven, waaronder twee naast elkaar gelegen tempels in het lagere deel van Beit She'an, die bij de eerste opgravingen zijn gekarakteriseerd als de in de Hebreeuwse Bijbel genoemde Filistijnse 'tempel van Ashtoreth' (I Samuël 31:10) en 'tempel van Dagon' (I Kronieken 10:10) in Beit She'an, al is deze identificatie niet door inscripties bevestigd.
De Bijbel vertelt wel dat het in dit Huis van Ashtoreth in Beit She'an was dat de Filistijnen triomfantelijk de wapenrusting van de verslagen Hebreeuwse koning Saul tentoonstelden.
Ook de triomfstele Seti I, gedateerd 1305-1290 v.Chr., is in Beth She'an gevonden, waarop hij zijn overwinning op 'Palestijnen' en Syriërs vermeldt. In deze stad was in die dagen een Egyptisch garnizoen gelegerd.
Verder zijn in Beth She'an verschillende terracotta sarcofagen gevonden uit de 12e eeuw v.Chr., met een anthropoïde vorm in Egyptische stijl, waarvan er in elk geval vijf met de Zeevolken in verband worden gebracht, omdat op deze sarcofagen hoofdtooien zijn afgebeeld die vergelijkbaar zijn met die van de Zeevolken op de reliëfs van Medinet Habu.

### Filistijnse taal
Over de taal van de Filistijnen is maar weinig bekend, vanwege het geringe aantal Filistijnse tekstvondsten. Uit de Ekroninscriptie blijkt dat laat in de neo-Assyrische periode het Filistijns verwantschap vertoont met het Fenicisch. Enkele Filistijnse woorden en namen in de Hebreeuwse Bijbel en inscripties (zoals de Goliathinscriptie) laten zich echter het beste verklaren vanuit een Indo-Europese oorsprong, in lijn met de herkomst van de Filistijnen. Ook de ontwikkeling in het gebruikte alfabet wijst in deze richting. Uit inscripties gevonden in Ashkelon blijkt dat de Filistijnen voor de 10e eeuw v.Chr. een schrift gebruikten dat nauw verwant is aan het Cypro-Minoïsch schrift. De Goliathinscriptie maakt duidelijk dat de Filistijnen vanaf de 10e of begin 9e eeuw schreven in het proto-Kanaänitische alfabet, dat nauw verwant is aan het Fenicisch alfabet. De verandering van schrift vormt een belangrijke aanwijzing voor de culturele assimilatie van de Filistijnen aan de Semitische cultuur.

### Voeding
De culturele eigenheid van de Filistijnen ten opzichte van de andere volken in Kanaän, blijkt eveneens uit hun voedingspatroon, zoals blijkt uit opgravingen bij Ekron en Gat.
Het eerste dat opvalt is de consumptie van varkensvlees, wat in Kanaän vrij ongebruikelijk was. Varkensbotten maken slechts 1-3% uit van de botten van geslachte dieren in Ekron in de Late Bronstijd, maar na de vestiging van de Filistijnen in het gebied, wordt dit ineens ruim 15%, terwijl dit in de eeuw die volgde toenam tot 24%. Dergelijke omwentelingen in het voedingspatroon worden in andere gevallen vaak toegeschreven aan ecologische of socio-economische factoren, maar er zijn geen aanwijzingen dat deze in de Filistijnse gebieden een rol speelden. In Griekenland en Klein-Azië, waar de Filistijnen vermoedelijk vandaan kwamen, was de consumptie van varkensvlees juist zeer gangbaar, zodat het Filistijnse voedingspatroon kan worden gezien als een voortzetting van de eigen culturele eigenheid. De toename van consumptie van varkensvlees kort na de vestiging in Kanaän suggereert dat het tevens een rol speelde in de sociale en economische afgrenzing van andere volken in Kanaän en daarmee het behoud van de eigen culturele identiteit. Vanaf het einde van de 11e eeuw of het begin van de 10e eeuw (stratum IV) zijn nauwelijks meer varkensbotten aangetroffen, waaruit blijkt dat varkensvlees vanaf deze tijd geen deel meer uitmaakte van de Filistijnse voeding.
Ook uit de wijze waarop het voedsel bereid werd, blijkt de culturele eigenheid van de Filistijnen. In Griekenland en Klein-Azië was het gebruikelijk voedsel te bereiden in gesloten kookpotten, op laag vuur, terwijl de meeste volken in Kanaän hun voedsel sneller bereidden in open potten op hoog vuur. De Filistijnen bleven de Grieks-Kleinaziatische wijze van voedsel bereiden gedurende heel de Filistijnse periode volhouden en in verschillende Israëlitische plaatsen werd deze manier van voedselbereiding overgenomen. Op dit punt heeft de Filistijnse cultuur dan ook juist de omliggende culturen beïnvloed, in plaats van het meer gebruikelijke beeld van culturele assimilatie aan de kant van de Filistijnen.
Er zijn aanwijzingen dat de Filistijnen ook weleens hondenvlees aten, al lijkt dit slechts in beperkte mate te zijn voorgekomen. Vondsten van nijlpaardbotten in Tel Qasile (11e-10e eeuw) maken aannemelijk dat de daar woonachtige Filistijnen ook wel vlees van nijlpaarden aten, die toentertijd vermoedelijk leefden in de rivier de Jarkon bij Tel Qasile.
De Filistijnen dronken graag wijn. Dat blijkt niet alleen uit de omvangrijke wijnproductie in Ashkelon, maar ook zijn bij opgravingen in de Filistijnse steden regelmatig vaatwerk gevonden, dat gebruikt werd om wijn mee te mengen en te ziften en om wijn uit te drinken.

### Filistijnse godsdienst

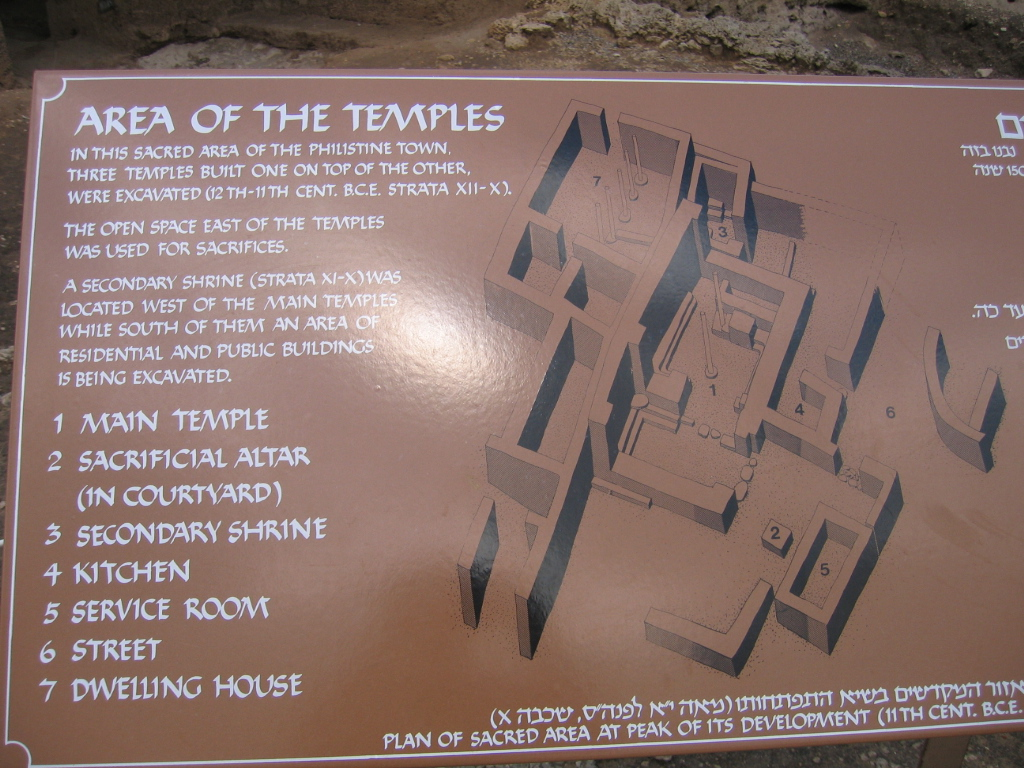
Tempelcomplex van Tel Qasile (11e eeuw)

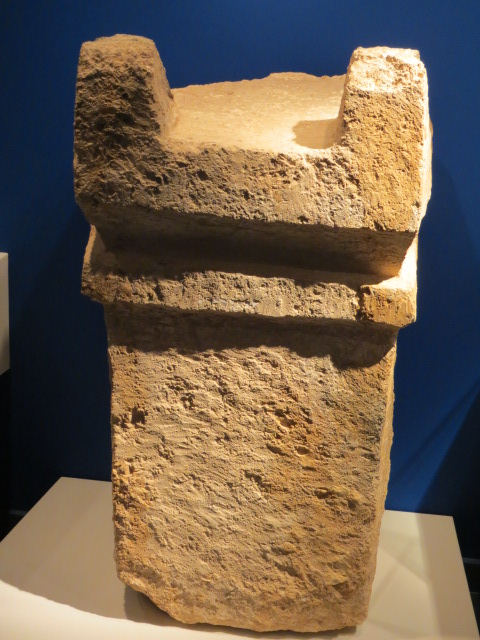
Filistijns altaar (Museum van de Filistijnse cultuur, Asjdod)

Onder de godenafbeeldingen die in de Filistijnse plaatsen uit de vroegste periode van bewoning gevonden zijn, bevinden zich vrijwel uitsluitend afbeeldingen van godinnen. Daaronder vallen met name de Ashdoda's op (figurines van een zittende godin, versmolten met haar troon), die in Ashdod, Ekron en Tell Qasile zijn gevonden en die zijn afgeleid van Myceense afbeeldingen van een moedergodin. Uit de Ashdoda's leidt men gewoonlijk dan ook af dat de Filistijnse cultus oorspronkelijk gecentreerd was rondom een moedergodin, al is niet iedereen daarvan overtuigd. Ook de motieven van vogels en leeuwen, die veelvuldig worden gebruikt op het Filistijns aardewerk, worden gezien als aanwijzing voor de verering van een moedergodin. De verering van een moedergodin past goed bij een veronderstelde afkomst uit Mycene en Minoïsch Kreta, waar moedergodinnen werden vereerd.
Geleidelijk lijkt onder invloed van culturele assimilatie het zwaartepunt te zijn verlegd naar de verering van Semitische godheden, waaronder die van de god Dagon als hoofdgod in de steden Ashdod, Gaza, en Ashkelon. Dagon was een storm- en oorlogsgod aan wie verschillende soorten offers werden gebracht om hem gunstig te stemmen. Dagon werd ook buiten de confederatie van de Filistijnse stadstaten vereerd, zoals in de Fenicische stad Arvad. Latere joodse tradities stellen dat de Filistijnse Dagon een visgod was (vgl. Hebr. דג dag 'vis') en dus afwijkt van de Fenicische Dagan, maar hiervoor bestaan geen aanwijzingen uit de Filistijnse periode zelf en het staat dan ook niet vast dat de aanduiding van Dagon als visgod terecht is. Deze verering van Dagon liep minstens nog tot in de 2e eeuw v.Chr. toen de tempel van Ashdod (inmiddels Azotus geheten) door Jonathan de Makkabeeër werd vernield.
Met betrekking tot het 9e-eeuwse Ekron vermeldt de Hebreeuwse Bijbel de verering van Baäl Zebul, die ook in Ugaritische teksten wordt genoemd (in de Bijbeltekst verbasterd tot Baäl zebub, 'heer van de vliegen'). Een in Ekron gevonden inscriptie uit de 8e eeuw met de tekst "voor Baäl en Padi" bevestigt dat Baäl in Ekron vereerd werd. De grote 7e-eeuwse tempel in Ekron was echter gewijd aan een godin. Er is discussie over de vraag of de godin van Ekron een Griekse godin was (bijvoorbeeld Gaea) of de Kanaänitische Asherah. Voor deze laatste pleit dat uit andere inscripties blijkt dat Asherah in Ekron in ieder geval vereerd werd.
Ook zijn er aanwijzingen dat de Filistijnen Egyptische goden vereerden. Niet alleen wijst de vondst van de Egyptische godenbeeldjes in Gat in deze richting, maar ook is in de Ekrontempel een grote uraeuscobra gevonden. Egyptische invloed op de godsdienst blijkt ook uit de vondst van scarabeeën tussen Filistijnse cultusobjecten in Ashdod.
Over veel aspecten van de Filistijnse godsdienst zijn te weinig bronnen beschikbaar om duidelijke conclusies te trekken, en dat geldt ook voor de wijze waarop de Filistijnen hun goden vereerden. Wel leidt men uit de cultusstandaard uit Ashdod af dat in de verering muziek in ieder geval een rol speelde.

## De "Filistijnen" na de oudheid
De autonome Filistijnse stadstaten zouden na de Babylonische inval van Nebukadnezar II verdwijnen en het Filistijnse volk assimileerde geleidelijk in de omringende volkeren. Toen enkele eeuwen later de Romeinen binnenvielen en de provincia Iudaea inrichtten, waren de Filistijnen als etnische groep reeds opgegaan in andere volkeren. Na de opstand van de Joden onder aanvoering van Sjimon bar Kochba (132-135) en de daaropvolgende repressie en verbanningen, hernoemden de Romeinen het gehele gebied van Judea tot "Palaestina" als belediging van de verslagen vijand: de Filistijnen waren immers de aartsvijanden van de Joden. Na de splitsing van het Romeinse Rijk in een westelijk en een oostelijk (Byzantijns) deel en na de ondergang van het westelijke deel eind 4e eeuw, werd het gebied overheerst door de Byzantijnen. Toen de moslims in 636 het gebied veroverden, noemden ze het naar analogie met het Latijnse Palaestina فلسطين, dat wordt uitgesproken als 'Falasṭīn', en deze term is vaak inwisselbaar met die voor de Levant (al-Shām). De nakomelingen van geïslamiseerde Byzantijnse provincialen en Arabieren van Palestina zouden in de 19e en begin 20e eeuw door Britse schrijvers "Philistines" of "inwoners van Palestina" worden genoemd. Hierdoor ontstond verwarring tussen de namen "Philistines" en "Palestinians". Hieruit kwam de veronderstelling voort dat de Palestijnen directe nakomelingen waren van de Filistijnen, wat door beide zijden in het Israëlisch-Palestijns conflict wordt uitgebuit om het conflict een historische grond te geven. Hoewel het mogelijk is dat onder de voorouders van de Palestijnen Filistijnen waren, is het onwaarschijnlijk dat alle Palestijnen directe afstammelingen zijn van Filistijnen.

## Overdrachtelijk taalgebruik
De Nederlandse uitdrukking 'naar de filistijnen gaan' (waarbij 'filistijnen' met een kleine letter geschreven wordt) betekent 'kapotgaan'. Hoewel duidelijk is dat de uitdrukking in verband staat met de Bijbelse beschrijving van de Filistijnen, zijn er verschillende opvattingen over de exacte herkomst van de uitdrukking. Er is geopperd dat de uitdrukking neerkomt op 'naar de ongelovigen gaan', wat dan als afkeurenswaardig wordt gezien. Anderen brengen het in verband met de richter Simson, die bij Delila zijn intrek nam en door haar toedoen zijn haar en daarmee zijn bijzondere kracht verloor, waardoor hij voor de Israëlieten niet langer van nut was.
Het Duitse 'philister' (en in het verlengde daarvan het Engelse 'philistine') functioneert in overdrachtelijke zin als de aanduiding van een materialistisch ingestelde cultuurbarbaar. De inburgering van dit woordgebruik wordt vooral toegeschreven aan Goethe. Overigens blijkt uit opgravingen in de Filistijnse steden dat deze typering niet van toepassing is op de historische Filistijnen.